# Decadentisme

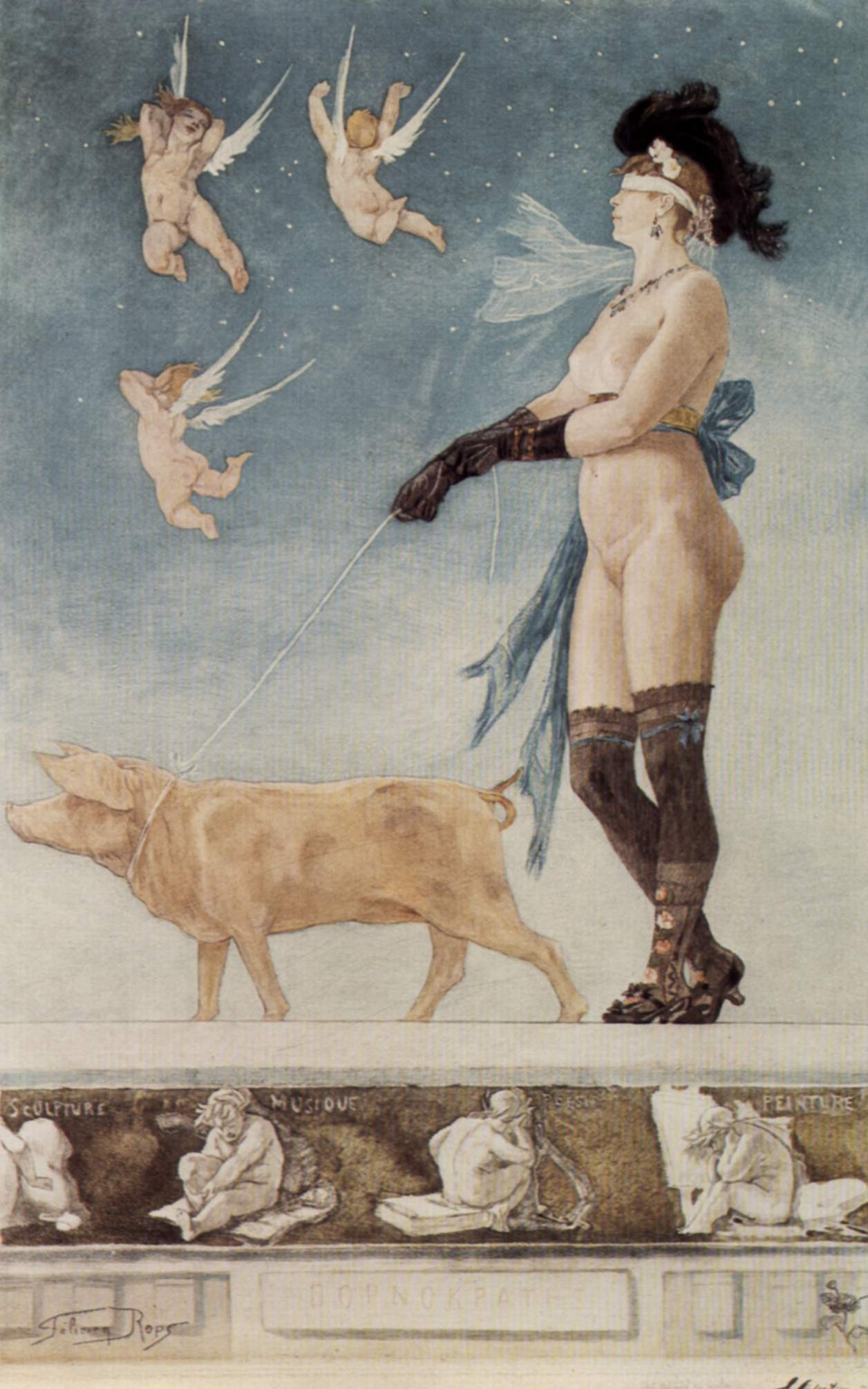
Pornocrates, de l'artista belga Félicien Rops

El decadentisme és un moviment artístic que es va manifestar en la literatura europea de finals del segle xix, amb naixement a França, amb força seguidors a Bèlgica i el Regne Unit, i la influència del qual va arribar als Estats Units. El seu nom ve per l'atracció que sentien els seus partidaris per tot allò morbós, decadent i malalt, reflex de la societat canviant de l'època. El terme, però, va sorgir dels seus detractors, que l'usaven com a insult despectiu. Avui en dia, en canvi, és percebut com un moviment de transició entre el romanticisme i el modernisme.
Els textos decadentistes creuen que la bellesa tradicional és artificial, per això es fixen en la lletjor, en la mort, en els extrems i en el que exciti els sentits. Usen la descripció, un to pessimista i personatges turmentats que fugen de les convencions i de la presó de la societat, en la línia del romanticisme. Aquests autors es troben sota la influència de la novel·la gòtica i de moviments contemporanis i propers com són el simbolisme i l'esteticisme. Hi apareixen paisatges llunyans i exòtics, i cultures fins aleshores considerades bàrbares o primitives, com a reacció contra la moral burgesa ancorada en la fe en el progrés.
Alguns autors decadentistes de renom són Oscar Wilde, Paul Verlaine o el primer Manuel Machado. Joris-Karl Huysmans va escriure la primera gran novel·la emmarcada en aquesta estètica: À rebours, mentre que l'obra de Charles Baudelaire es considera pionera en poesia. La seva influència es deixarà sentir en moviments posteriors, com s'aprecia en l'atmosfera asfixiant de les obres de Franz Kafka o Thomas Mann, entre d'altres.

## Artistes i escriptors
| - Peter Altenberg - Gabriele d'Annunzio - Konstantin Balmont - Charles Baudelaire - Franz von Bayros - Aubrey Beardsley - Max Beerbohm - Jan Frans De Boever - Valery Bryusov - Mateiu Caragiale - Ernest Dowson - Zinaida Gippius - Guido Gozzano - Remy de Gourmont - Joris-Karl Huysmans - Vojislav Ilić | - Alfred Kubin - Comte de Lautréamont - Jane de La Vaudère - Arthur Machen - Dmitri Merejkovski - Octave Mirbeau - Nikolai Minsky - Robert de Montesquiou - George Moore - Gustave Moreau - Edvard Munch - Gérard de Nerval - Vincent O’Sullivan - Rachilde - Odilon Redon - Charles Ricketts | - Arthur Rimbaud - Frederick Rolfe - Félicien Rops - Georges Rodenbach - Edgar Saltus - Arthur Schnitzler - Fyodor Sologub - Eric Stenbock - Franz Stuck - Arthur Symons - Emile Verhaeren - Paul Verlaine - Auguste Villiers de l'Isle-Adam - Oscar Wilde - H. G. Wells |

### Decadentisme a Catalunya
Ramon Mas. Savis, bojos i difunts. Antologia del conte decadentista català (1895 - 1930). (Gabriel Alomar, Prudenci Bertrana, Raimon Casellas, Víctor Català, Agustí Esclasans, Domènec Guansé, Ernest Martínez Ferrando, Alfons Maseras, Xavier Monsalvatje, Eugeni d'Ors, Miquel de Palol Felip, Diego Ruiz, Santiago Rusiñol, Joaquim Ruyra, Jeroni Zanné i Xavier de Zengotita).  Barcelona: Ed. Males Herbes, setembre 2018. ISBN 9788494780073.